# Niederanven
Niederanven (luxemburguès Nidderaanwen) és una comuna i vila a l'est de Luxemburg, que forma part del cantó de Luxemburg. Comprèn els nuclis urbans de Niederanven, Ernster, Hostert, Oberanven, Rameldange, Senningen, Senningerberg i Waldhof.

## Població
| Nacionalitat   | Població | %      |
| -------------- | -------- | ------ |
| Luxemburguesos | 3.008    | 55,30% |
| Forasters      | 2.431    | 44,70% |
| - Portuguesos  | 320      | 5,88%  |
| - Francesos    | 258      | 4,74%  |
| - Italians     | 195      | 3,59%  |
| - Belgues      | 244      | 4,49%  |
| - Alemanys     | 424      | 7,80%  |
| - Iugoslaus    | 66       | 1,21%  |
| - Altres       | 924      | 16,99% |

## Evolució demogràfica
| Any        | Població |
| ---------- | -------- |
| 15/02/2001 | 5.439    |
| 01/01/2002 | 5.446    |
| 01/01/2003 | 5.412    |
| 01/01/2004 | 5.334    |
| 01/01/2005 | 5.342    |
| 01/01/2006 | 5.449    |
| 01/01/2007 | 5.457    |
| 01/01/2008 | 5.530    |
| 01/01/2009 | 5.507    |
| 01/01/2010 | 5.435    |
| 01/01/2011 | 5.424    |
| 01/01/2012 | 5.475    |
| 01/01/2013 | 5.552    |
| 01/01/2014 | 5.663    |
| 01/01/2015 | 5.737    |
| 01/01/2016 | 5.866    |
| 01/01/2017 | 6.090    |
| 01/01/2018 | 6.156    |

## Agermanaments
Niederanven és membre fundador del Douzelage, una associació d'agermanament de 23 municipis d'arreu de la Unió Europea. Aquest agermanament actiu va començar el 1991 i s'hi convoquen esdeveniments regulars, com un mercat de productes de cadascun dels països i festivals.
| - Altea, País Valencià - Bad Kötzting, Alemanya - Bellagio, Itàlia - Bundoran, República d'Irlanda - Chojna, Polònia - Granville, França - Holstebro, Dinamarca - Houffalize, Valònia | - Judenburg, Àustria - Karkkila, Finlàndia - Kőszeg, Hongria - Marsaskala, Malta - Meerssen, Països Baixos - Oxelösund, Suècia - Prienai, Lituània | - Préveza, Grècia - Sesimbra, Portugal - Sherborne, Anglaterra - Sigulda, Letònia - Sušice, República Txeca - Türi, Estònia - Zvolen, Eslovàquia |